# 帕盧姆之樹
《帕盧姆之樹》（日语：パルムの樹）是2002年3月16日上映的日本動畫電影。由中村孝原作兼導演。曾在2002年時入選柏林国际电影节，但未入圍；也在法國第10屆奇怪電影節（2002年）上放映。
本作靈感構想來自1883年卡洛·科洛迪的小說《木偶奇遇记》。

## 劇情簡介
這是一個由天界、人界、地底3個世界組成的星球。故事從一名索盧族的女戰士前往天界奪取「拓托之蛋」並將其託付給帕盧姆並告知他任務，前往塔瑪絲並將東西交還給她，帕盧姆為此踏上了旅程而開始。

## 登場人物
配音參考來源：
帕盧姆（Palme，配音：平松晶子）
本作主角。希盎親手製作心的木偶，由吸取大地埋藏過去的記憶作為養分生長的庫魯布樹作成。希盎死後，一切機能停止，數年後由於考拉姆的出現將其認成希盎而恢復機能。父親將拓托之蛋放入體內，灌入庫羅絲卡拉的樹液，使其機能復活，並告訴他前往地底世界塔瑪絲將那顆蛋帶回給考拉姆。
珀珀（Popo，配音：豐口惠）
遭到母親虐待的不幸少女，渴望受到媽媽眷顧的小女孩。個性優雅且穩重，在旅行途中被帕盧姆認成希盎，因為害怕而將樂器砸壞，之後解開誤會與他和解，一同踏上旅途。在旅途中成為帕盧姆的依靠。
夏塔（Shatta，配音：阪口大助）
考拉姆的兒子，為福拉敏古鎮少年盜賊團領導者。厭惡買賣小孩的人口販子，常常指示底下的團員來拯救那些小孩。在陷入危機時被附身在帕盧姆身上的考拉姆所守護，因母親的意志而決定與帕盧姆一起踏上旅程。
考拉姆（Koram，配音：日野由利加）
地底人，索盧族的戰士。曾隻身前往不可能到達的天界「拓托」，將拓托之蛋偷取回來。將蛋託付給弗與帕盧姆，並前往塔瑪絲交還給她。小時候因父親與族人間的內戰而前往地上，由於不受到父親的疼愛而渴求父愛，曾拯救父親脫離險境卻仍受到差別待遇。為了這份執念她將自己的靈魂寄宿於蛋中，卻導致帕盧姆的身體容易暴走。
弗（Fou，配音：清川元夢）
植物學家，也是創造出帕盧姆的父親。為了照顧和陪伴妻子才創造出帕盧姆。因保護帕盧姆被殺害。
希盎（Xian，配音：香花）
植物學家的妻子，長年臥病在床，之後病逝。
浦（Pu，配音：金井美香）
柯波帝族的少年，雙胞胎中的哥哥。少年盜賊團的成員之一。對他人有嚴重的不信任感。
穆（Mu，配音：小櫻悅子）
柯波帝族的少女，雙胞胎中的妹妹。少年盜賊團中唯一的女性。跟浦常常唱反調，個性有點輕浮。
巴倫（Barron，配音：愛河里花子）
帕盧姆的寵物。品種為蛇烏鴉。
羅阿路特（Roualt，配音：山口勝平）
少年盜賊團的副手，情緒起伏很大。

### 其他人物
| 人物         | 音譯名稱          | 配音員                       |
| ------------ | ----------------- | ---------------------------- |
| ガラ         | Daruyama          | 橫尾麻里                     |
| ガス         | Gus               | 石塚運昇                     |
| ホタ         | Hota              | 寶龜克壽                     |
| バク         | Baku              | 長嶝高士                     |
| ギャリコ     | Gyariko           | 江原正士                     |
| ジャモジ     | Jamji             | 永井一郎                     |
| ザクロ       | Zakuro            | 田野中勇                     |
| サワダスト   | Sawadust          | 槐柳二                       |
| ガンテル     | Guntel            | 中田讓治                     |
| ソーマの思念 | Thought of Soma   | 津田匠子                     |
| テジナ       | Tejina            | 伊東美彌子                   |
| ボサボサ     | Bosabosa          | 鯨                           |
| カイゾク     | Kaizoku           | 大中寛子                     |
| ゲリラ隊長   | Guerrilla Captain | 麥人                         |
| 女ゲリラ     | Woman Guerrilla   | 小松由佳                     |
| ゲリラ       | Guerrilla         | 水島大宙、大水忠相、大島将哉 |
| 農場主       | Farmer            | 吉田孝                       |
| ソル族       | Soru              | 清水敏孝、根本央紀           |

## 製作人員
- 原作、劇本、監督 - 中村孝
- 美術監督 - 小關睦夫
- 人物設計 - 井上俊之
- 作画監督 - 佐佐木守
- 演出 - 古川順康
- 色彩設計 - 西香代子
- 動画検査 - 大谷久美子
- 攝影監督 - 安津畑隆
- 編輯 - 掛須秀一
- 音響監督 - 三間雅文
- 效果 - 倉橋静男
- 音樂 - Takashi Harada（日语：原田節）
- 音樂製作人 - 佐佐木史朗
- 動畫製作人 - 山口克巳
- 製作人 - 真木太郎
- 動畫製作 - Palm Studio
- 監製 - GENCO
- 製作 - 「帕盧姆之樹」製作委員会（角川書店、WOWOW、IMAGICA、日本出版販売、電通、東宝）

## 主題曲
主題曲
- （作詞、作曲、演唱：新居昭乃 編曲：保刈久明）

插入曲
- （作詞：中村孝 作曲：Takashi Harada 演唱：新居昭乃）
- 「Java d'Alma」（作詞、作曲、編曲、演唱：Takashi Harada）

## 衍生作品
小說
由みづきゆう撰寫，以珀珀視角展開的外傳小說。
| 集數 | 富士見書房    | 富士見書房             |
| 集數 | 發售日期      | ISBN                   |
| ---- | ------------- | ---------------------- |
| 全   | 2002年4月30日 | ISBN 978-4-82-917495-1 |

漫畫
由なるもみずほ負責漫畫作畫，描繪本篇結束數年後未來的續篇。
| 集數 | 角川書店      | 角川書店               |
| 集數 | 發售日期      | ISBN                   |
| ---- | ------------- | ---------------------- |
| 全   | 2002年3月20日 | ISBN 978-4-04-853495-6 |

## 外部連結
- 互联网电影数据库（IMDb）上《Parumu no Ki》的资料（英文）
- 帕盧姆之樹在動畫新聞網百科全書中的資料（英文）
- Animés的資料 （页面存档备份，存于）